# Усадьба Басилидов
Усадьба Басилидов — археологический памятник, усадьба рода Басилидов римского времени на Гераклейском полуострове в Крыму.

## Раскопки
В 1976—1987 годах в центральной части Гераклейского полуострова проводила раскопки Херсонесская историко-археологическая экспедиция исторического факультета МГУ. Раскопки велись на наделе № 150 (по общепринятой нумерации). На территории этого надела находятся остатки двух усадеб. Первая, расположенная в северо-западной части, была раскопана в 1976—1977 годах. Это была стандартная эллинистическая усадьба конца IV — второй половины III века до н. э. Очевидно, взамен покинутой усадьбы в южной части того же участка была устроена новая. Южная усадьба располагалась в 8 км от Херсонеса южнее Юхариной балки в том месте, где узкое ложе балки расширялось и превращалось в широкую низину, где существовали благоприятные условия для выращивания зерновых культур, виноградников и плодовых деревьев. Раскопки на южной усадьбе проводились с 1976 по 1987 год. В результате были раскопаны все помещения на территории усадьбы (0, 48 га), исследованы остатки строительной и сельскохозяйственной деятельности.

## Усадьба
Общая площадь территории поместья могла составлять до 400 га. В общую площадь, кроме жилых построек, производственно-ремесленного и хозяйственно-складского комплексов, входят: поместная каменоломня, расположенная на склоне восточного рукава Юхариной балки (1—1,5 км от виллы), колодец-водопой (1016 м к западу от виллы), поместный некрополь (630 м южнее виллы). За время 700-летнего существования усадьба неоднократно перестраивалась. Открытые во время раскопок помещения относятся в основном к III—V векам. Более ранние постройки были практически уничтожены при перестройках. Однако обнаруженные остатки позволили в общих чертах представить усадьбу и в более раннее время.

### Время основания
Время основания усадьбы определено по обнаруженному керамическому материалу, среди которого выделяется группа рельефных мегарских чаш с Дилоса, Самоса, из Пергама и Боспора, которые датируются концом III—II веком до н. э. Среди керамики не было обнаружено фрагментов амфор Гераклеи и Фасоса, господствовавших в импорте северопричерноморских памятников до середины III века до н. э., но представлены амфоры из Синопа второй половины III—II века до н. э. Такое соотношение типов импортных керамических изделий позволило датировать основание усадьбы временем позднее середины III века до н. э. Эту датировку подтверждают и точнее определяют также находки амфорных клейм — конец третьей — начало четвёртой четверти III века до н. э..

### Окончание существования
Окончание существования усадьбы определено по монетам и керамическому материалу. Шесть монет, найденных на усадьбе, относятся к последнему периоду её существования; это монеты Максимиана (286—305), Лициния (308—324), Валента (364—378), Валентиниана (364—375), Феодосия (379—395), Льва I (457—474). Последняя определяет самую раннюю дату конца жизни усадьбы. Среди находок керамики отсутствует материал характерный для VI века. Конец существования усадьбы датируется в пределах третьей четверти V века. Усадьба не была разрушена, а была покинута, видимо, в спокойной обстановке. Основной инвентарь был унесён, а главные входы и в некоторые помещения заложены камнем. Таким образом усадьбу не бросили, а законсервировали, но хозяева сюда больше не вернулись.
За своё почти семисотлетнее существование усадьба неоднократно подвергалась существенным перестройкам. Исследователи выделяют пять строительных периодов её существования. Открытые во время раскопок помещения относятся в основном к III—V векам. Более ранние сооружения были почти полностью уничтожены во время перестроек усадьбы. Обнаруженные остатки позволили лишь в общих чертах представить развитие усадьбы в более раннее время.

## Проблема идентификации владельца усадьбы
На горлах двух разнотипных светлоглиняных амфор, найденных в усадьбе, одинаковым почерком нанесены дипинти ΒΑΣΙΛ, на горлах двух других амфор — ΒΑ и ΒΑΣ, которые можно интерпретировать как сокращённое личное имя. Данный элемент в просопографии Херсонеса встречается в имени Βασιλείδης (Βασιλίσκος, Βασιλείος). По мнению А. И. Иванчика наиболее вероятным является предположение, что это личное имя владельца амфор, а следовательно, и усадьбы. Мнение о принадлежности имени виноторговцу маловероятно, так как одинаковая надпись была нанесена на две разнотипные амфоры, происходящие из разных партий вин. С некоторой долей сомнения можно предположить имя одного из последних владельцев усадьбы и условно наименовать её как «усадьба Басилида». В просопографии Херсонеса имя «Басилид» было зафиксировано на алтаре с посвящением богине Немесиде второй половины II — начала III века. Согласно греческому обычаю сохранять имя в семье, передавая его от деда к внуку, можно предположить родственную связь между двумя Басилидами.